# Badevel
Badevel è un comune francese di 875 abitanti situato nel dipartimento del Doubs nella regione della Borgogna-Franca Contea.

## Storia

### Simboli
Le figure nello scudo fanno riferimento alla storia di Badevel. I due quarti superiori identificano Enrichetta di Mömpelgard che acquistò dal conte Jean de Thierstein, nel 1424, la Signoria di Bélieu, da cui dipendeva Badevel: le tre corna sono l'emblema del Württemberg, acquisito tramite il matrimonio della contessa con il conte Eberardo IV di Württemberg; i due pesci sono simbolo della casata dei Mousson, che dipendeva dai conti di Bar, che tornò alla contessa Enrichetta attraverso l'unione di Sofia di Bar e Luigi di Montbelliard.
La clessidra nel terzo quarto rappresenta il passato industriale del paese contraddistinto dalla fabbrica di orologi fondata a Badevel da Frédéric Japy (1749–1812). Nell'ultimo lo stemma del Baden e l'elmo da marchese si riferiscono a una delle prime menzioni di Badevel, nel 1340, che apparteneva al marchese di Baden, Raoul Hesse, marito di Jeanne de Montbéliard.

## Società

### Evoluzione demografica
Abitanti censiti